# USA Rugby South
USA Rugby South o simplemente USA South es una asociación integrada por varias uniones de rugby del sureste de Estados Unidos de las que sus selecciones participan en competencias regionales e internacionales.

## Reseña
Se crea en 1976 como Southern Eastern Rugby Union y su selección de mayores enfrentó anualmente hasta el 1982 a su similar del noreste de ese país, el Northern Eastern Rugby Union (NERU).
En el 2011 debuta en el campeonato de Rugby Americas North en el que enfrenta a selecciones absolutas de esa confederación, al siguiente año no participa porque fue clasificatoria americana para Inglaterra 2015 y los Panthers, como se le suele apodar no son elegibles para disputar la copa del mundo.
Al retornar al torneo en 2013 se corona campeón ganándole a la final a Trinidad y Tobago por 26 - 18.
En 2016 no compite, porque el torneo se usó como clasificatorio regional de World Rugby para Japón 2019.

## Selección mayor

### Palmarés
- Serie vs NERU (2): 1980, 1982
- RAN Championship (3): 2013,[4] 2017, 2018

### Participación en copas
| - Serie 1976: perdió - Serie 1977: perdió - Serie 1978: perdió - Serie 1979: perdió - Serie 1980: ganó - Serie 1981: perdió - Serie 1982: ganó - Tour a Colombia 2022: (1 - 1) | - NACRA Championship 2011: clasificatoria regional - NACRA Championship 2012: no participó - NACRA Championship 2013: Campeón - NACRA Championship 2014: 2º puesto - NACRA Championship 2015: 3º en el grupo norte - RAN Championship 2016: no participó - RAN Championship 2017: Campeón - RAN Championship 2018: Campeón invicto |

## Selección juvenil

### Palmarés
- RAN M19 (5): 2016, 2017, 2022, 2023, 2024

### Participación en copas

#### RAN M19
- NACRA M19 2014: 3º puesto
- NACRA M19 2015: 2º puesto
- RAN M19 2016: Campeón invicto
- RAN M19 2017: Campeón invicto
- RAN M19 2018: 2º puesto
- RAN M19 2019: 2º puesto
- RAN M19 2022: Campeón invicto